# Formiae
Diecezja Formia (łac. Dioecesis Formiana) – dawna diecezja w środkowych Włoszech (Prowincja Latina).
Biskupstwo w Formii erygowano najpewniej w III wieku, a pierwszym biskupem był prawdopodobnie św. Erazm. W 590 zniszczone wskutek najazdów Longobardów i połączono czasowo z diecezją Minturno. W 856 zniszczone przez Arabów i stolicę biskupią przeniesiono wkrótce do Gaety. Przywrócona w 1968 jako biskupstwo tytularne. Biskupem tytularnym jest Orlando Antonini, nuncjusz apostolski w Serbii.